# Massa efectiva
A la física de l'estat sòlid, la massa efectiva d'una partícula és la massa que sembla tenir en un cristall segons el model semiclàssic de transport.
Sembla que, sota certes condicions, els electrons i els «forats» d'un cristall es comporten a camps magnètics i elèctrics com si estiguessin lliures a l'espai buit però amb una massa diferent. Generalment no és igual que la massa de l'electró lliure. Aquesta massa se sol expressar com una constant per la massa de l'electró.
La massa efectiva, m*, es determina per l'estructura de bandes i varia segons el tipus de material. Depèn de la curvatura de la superfície E-k.
Als dispositius electrònics la massa efectiva és una massa virtual que es calcula com una fracció de la massa de l'electró al buit i depèn del tipus de matèria a considerar: Carboni, silici, germani, etc. La massa efectiva permet considerar electrons i particularitats del model com si fossin partícules de la física clàssica movent-se en el buit quan en realitat es deriven de partícules quàntiques (electrons reals) que es mouen en el cristall o sòlids cristal·lins purs, perfectes i a 0 K.
Donat el cas, per exemple, de la rotació d'un planeta al voltant d'una estrella (per exemple, el Sol), és possible estudiar-lo com si fos un sistema de dos cossos relacionats, i esbrinar per separat el moviment de cadascun d'ells, o bé es pot tenir en compte només el moviment del planeta respecte al centre de massa del sistema planeta-estrella, considerant la massa efectiva del planeta en el lloc de la seva massa pròpia.